# Onderkoninkrijk Peru
Het onderkoninkrijk Peru (Spaans: Virreinato del Perú) was een Spaans koloniaal administratief district dat oorspronkelijk het grootste deel van het Spaanse Zuid-Amerika omvatte en werd geregeerd vanuit Lima. Het onderkoninkrijk Peru was het machtigste van de twee Spaanse onderkoninkrijken in Amerika van de zestiende tot de achttiende eeuw.
De Spanjaarden konden de Portugese kolonisatie van Brazilië echter niet tegenhouden. Het Verdrag van Tordesillas had weinig te betekenen tussen 1580 en 1640 toen Spanje controle had over Portugal. Nadat de onderkoninkrijken Nieuw-Granada en Rio de la Plata gevormd werden, ten koste van grondgebied van Peru, verloor Lima aan belang en werden Caracas en Buenos Aires belangrijke handelssteden. Het onderkoninkrijk ging ten onder samen met een groot deel van het Spaanse Rijk door de onafhankelijkheidsbewegingen in de vroege negentiende eeuw.

## Geschiedenis

### Uitbuiting (1542-1643)
Na de Spaanse verovering van Peru (1532-37) werd in 1542 het onderkoninkrijk Nieuw-Castilië gecreëerd. Kort daarna werd de naam veranderd in onderkoninkrijk Peru. In 1544 benoemde koning Karel I van Spanje (beter gekend als keizer Karel V van het Heilige Roomse Rijk) Blasco Núñez Vela tot Peru’s eerste onderkoning. Het duurde echter tot na de komst van onderkoning Francisco de Toledo in 1572 vooraleer er structuur kwam in het onderkoninkrijk.

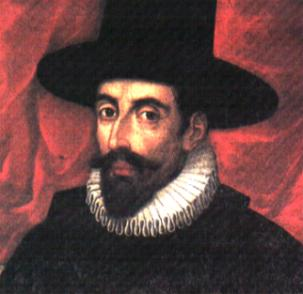
Francisco de Toledo, onderkoning van Peru

Francisco vestigde de inquisitie en schreef wetten die van toepassing waren op zowel Indianen als Spanjaarden, waardoor de macht van de encomenderos gebroken werd. Hij maakte het land veiliger en bouwde forten, bruggen en had een vloot tegen de piraten. Hij maakte ook een einde aan de staat Vilcabamba, die nog niet onder Spaans bewind stond en executeerde de leider van die staat Túpac Amaru. Ook economisch ging het goed met het land en dit kwam door de uitbuiting van onder andere de zilvermijnen van Potosí.
Aragón · Catalonië · Napels · Navarra · Nieuw-Granada · Nieuw-Spanje · Peru · Portugal · Río de la Plata · Sardinië · Sicilië · Valencia